# Hotham
Hotham är en ort och civil parish i Storbritannien.   Den ligger i kommunen East Riding of Yorkshire och riksdelen England, i den sydöstra delen av landet, 260 km norr om huvudstaden London. Hotham ligger 31 meter över havet och antalet invånare är 233.
Terrängen runt Hotham är platt. Runt Hotham är det ganska tätbefolkat, med 139 invånare per kvadratkilometer. Närmaste större samhälle är Beverley, 15,4 km öster om Hotham. Trakten runt Hotham består till största delen av jordbruksmark.